# Serra del Buixcarró
La serra del Buixcarró és una alineació muntanyosa de les comarques centrals del País Valencià, entre la Vall d'Albaida, la Safor i la Costera.
La serra s'ubica entre la serra Grossa que enllaça amb la del Buixcarró mitjançant la serra de Requena (per l'oest), i el massís del Mondúver (per l'est) del qual està separat del pòlie de Barx. Al nord trobem les serres de la Valldigna.
Les principals altures són el cim Aldaia (755 m), el Picaio (697 m) o l'Alt de l'Hedra (672 m). Els pobles que envolten la serra són Pinet i Quatretonda (a la Vall d'Albaida), Barxeta (a la Costera) i Barx i la Marxuquera (a la Safor).

## Litologia
La ubicació d'esta serra coincidix amb la confluència de les alineacions bètiques i ibèriques, fet que explica l'existència de nombroses falles de modelat càrstic, no debades transcorre la falla sud-valenciana. Este modelat ha originat la formació de pòlies (com el de la Drova o el de Barx) i simes (com l'avenc de Quatretonda o la sima d'Aldaia) així com dolines o rasclers, típics dels relleus càrstics.
La metamorfosi de la roca calcària, fruit de les fortes pressions tectòniques, explica la presència d'un marbre d'alta qualitat d'un color rosat que ha afavorit la presència de pedrera per a l'extracció de l'anomenat marbre de Buixcarró. L'explotació d'esta pedrera es remunta a en època romana i fon explotada per a la construcció d'importants monuments com ara el Monestir de Santa Maria de la Valldigna. Hui dia encara està en ús.